# ديفيد بوبوفيتشي
ديفيد بوبوفيتشي (مواليد 15 سبتمبر 2004) هو سباح روماني، فاز بالميدالية الذهبية في سباق 100 ومتر في بطولة العالم للألعاب المائية 2022، وفار بالميدالية الذهبية في سباق 200 متر سباحة حرة للرجال في أولمبياد باريس 2024.

## روابط خارجية
- ديفيد بوبوفيتشي على موقع الاتحاد الدولي للسباحة (الإنجليزية)
- ديفيد بوبوفيتشي على موقع SwimRankings.net (الإنجليزية)
- ديفيد بوبوفيتشي على موقع اللجنة الأولمبية الدولية (الإنجليزية)
- ديفيد بوبوفيتشي على موقع أوليمبيديا (الإنجليزية)
- ديفيد بوبوفيتشي على موقع اللجنة الأولمبية الرومانية (الرومانية)